# أطفال غوبلز

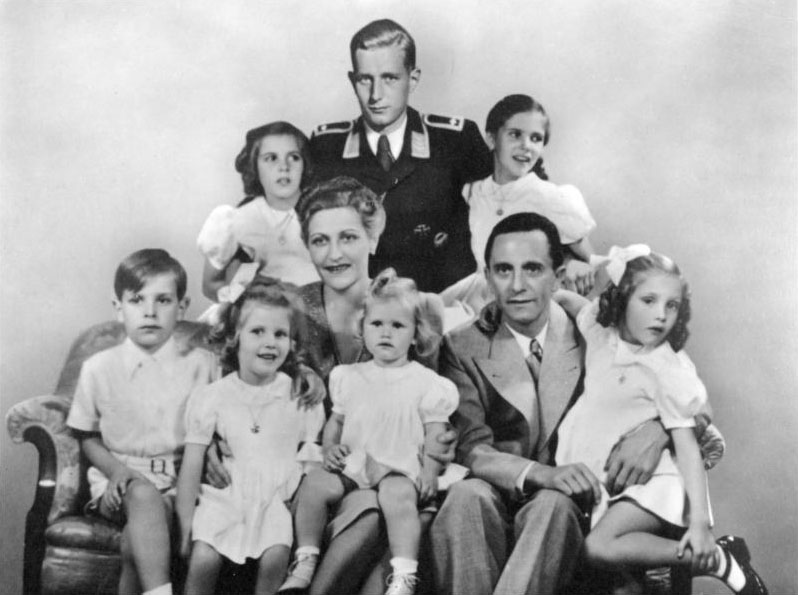
عائلة غوبلز عام 1942: (الصف الخلفي) من اليسار: هيلدغارد، هارالد كواندت ، هيلجا؛ (الصف الأمامي) هيلموت وهيدويغ وماغدا وهيدرون ويوزف وهولدينا. (في هذه الصورة المشهورة التي تم التلاعب بها، وذلك لإدراج وتنقيح وجه هارالد الذي يرتدي الزي الرسمي، والذي كان في الواقع بعيدًا بسبب الخدمة العسكرية).

أطفال غوبلز هم البنات الخمس والإبن الواحد لوزير الدعاية النازي يوزف غوبلز وزوجته ماغدا غوبلز. قُتل الأطفال، الذين ولدوا بين عامي 1932 و1940، على يد والديهم في برلين في الأول من مايو عام 1945، وهو اليوم نفسه الذي إنتحر فيه كذلك كلا الوالدين.
كان لدى ماغدا غوبلز ابن أكبر، يدعى هارالد كواندت، من زوجها السابق غونتر كواندت. كان هارالد، الذي كان يبلغ من العمر 23 عامًا، أسير حرب عندما قُتل إخوته الأصغر منه. هناك العديد من النظريات حول كيفية قتلهم. أحدهما هو أن ماغدة غوبلز أعطتهم شيئًا "محلى" ليشربوه. النظرية الأكثر تأييدًا حاليًا هي أنهم قُتلوا بكبسولة السيانيد.

## تسمية الأطفال
قد أكد بعض الكُتاب المؤرخين أن ماغدا قامت بتسمية جميع الأطفال بأسماء تبدأ بحرف "H" تكريمًا لأدولف هتلر الذي كان مولعًا بجميع الأطفال، لكن لا يوجد دليل يدعم ذلك؛ بدلاً من هذا، فإنه توجد مصادر تدعم أن تسمية ماغدا لأطفالها بالحرف "H" كانت فكرة زوجها الأول، غونتر كواندت، الذي اختار أسماء تبدأ بالحرف "H" لطفليه الآخرين من زوجته الأولى قبل ماغدا. هذا الادعاء تدعمه والدة ماغدا، أوغسته بهريند، التي ذكرت أن الأسرة كانت تمارس هواية بريئة تتمثل في البحث عن أسماء أطفال جديدة تبدأ بالحرف "H" لكل طفل على يولد.

## الأطفال

### هارالد

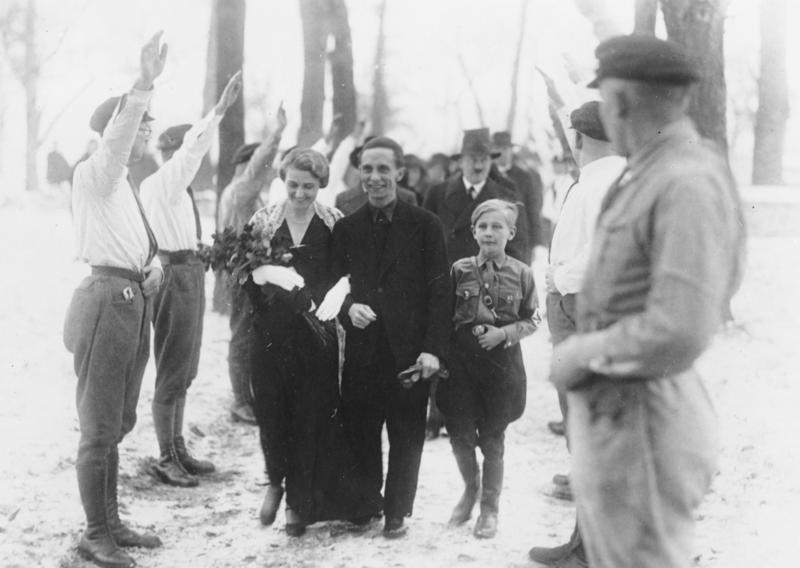
هارالد كواندت البالغ من العمر عشر سنوات (يرتدي زي شباب الألمان) في حفل زفاف والدته مع يوزف غوبلز. ويمكن رؤية هتلر، الذي كان الشاهد، في الخلفية.

تزوجت ماغدا وغونتر كواندت في 4 يناير 1921، وولد طفلها الاول، هارالد، في 1 نوفمبر 1921. وانتهى زواج ماغدا وغونتر كواندت بالطلاق في عام 1929. إنضمت الى الحزب النازي في 1 سبتمبر 1930، وقامت ببعض الأعمال التطوعية، على الرغم أنها لم توصف بأنها ناشطة سياسيًا. من مقر الفرع المحلي، إنتقلت إلى مقر الحزب في برلين وتمت دعوتها لتولي مسؤولية أوراق غوبلز الخاصة. إنخرطت هي وغوبلز في علاقة عاطفية أثناء رحلة قصيرة مع الأصدقاء إلى فايمار، ألمانيا، في فبراير 1931. تزوج غوبلز وماغدا في 19 ديسمبر 1931، وكان هتلر شاهدًا.
لم يحضر هارالد حفل زفاف والدته لغوبلز فحسب، بل كان أيضًا مرتبطًا به تمامًا؛ يرافقه أحيانًا إلى التجمعات، ويقف على المنصة القريبة من "العم يوزف"، مرتديًا زيه الخاص بشباب هتلر. بعد تعيينه كوزير، طالب غوبلز والد هارالد بإعفاء ماغدا من إلتزامها بموجب تسوية الطلاق، وذلك لإرسال هارالد للعيش معهم في حالة زواجها مرة؛ وبحلول عام 1934، انتقل هارالد بالكامل إلى منزل عائلة غوبلز.
خدم هارالد لاحقًا كملازم في اللوفتفافه. وكان هارالد طفل ماغدا الوحيد الذي نجا من الحرب العالمية الثانية؛ أصبح أحد رجال الصناعة الرائدين في ألمانيا الغربية خلال الخمسينيات والستينيات من القرن الماضي. توفي هارالد عندما تحطمت طائرته الشخصية فوق إيطاليا عام 1967، ونجا من هذا الحادث زوجته وأطفاله الخمسة.

### هيلغا سوزانه
ولدت في 1 سبتمبر 1932. كانت هيلغا "فتاة أبيها" التي فضلت والدها على والدتها. كان غوبلز فخورًا بابنته الكبرى، وكان يذهب مباشرة إلى سريرها بمجرد عودته من مكتبه، ليأخذها ويضعها في حضنه. وبحسب ما ورد فقد كانت طفلة جميلة لم تبكي أبدًا وجلست تستمع من دون فهم إلى المسؤولين النازيين "بعينيها الزرقاويتين المتلألئتين". كان هتلر، الذي كان مغرمًا بالأطفال الألمان، ياخذها إلى حضنه هو كذلك اثناء ما كان يتحدث في وقت متأخر من الليل. تم التقاط صورة لها مع هيلدا وهم يقدمون الزهور لهتلر وذلك في عيد ميلاده بتاريخ 20 أبريل 1936.
كانت هيلغا تبلغ من العمر 12 عامًا عندما قُتلت. وتشير الكدمات التي تم العثور عليها على جسدها بعد الوفاة (معظمها كانت على وجهها) إلى تكهنات واسعة النطاق بأنها قاومت ضد تلقي كبسولة السيانيد، والتي تم إستخدامها لقتلها عن طريق سحقها بين أسنانها.

### هيلداغارد تراودل
ولدت هيلداغارد في 13 أبريل 1934، وكان يُطلق عليها عادةً اسم "هيلدا". في مذكراته عام 1941، أشار إليها يوزف على أنها "الفأرة الصغيرة". إلتقطت صورة لها مع هيلغا وهي تقدم الزهور لهتلر في 20 أبريل 1936، وهو عيد ميلاده. وكانت هيلدا في الحادية عشرة من عمرها وقت مقتلها.

### هيلموت كريستيان

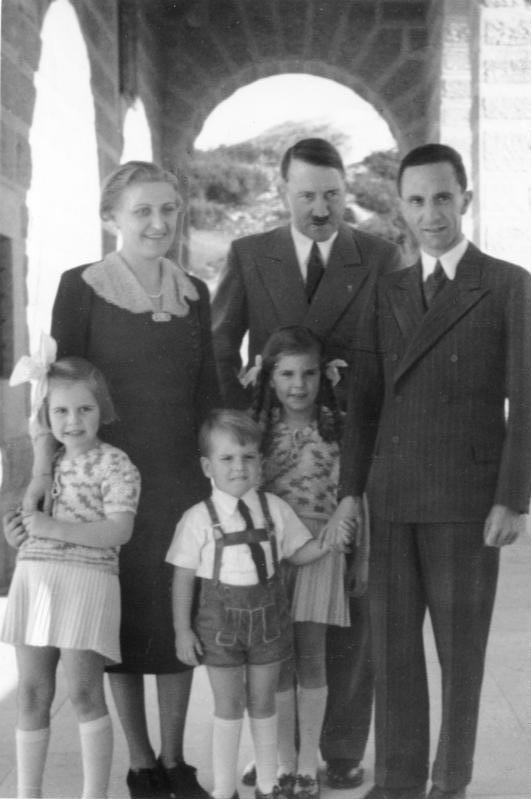
ماغدا ويوزف غوبلز مع أطفالهما، هيلدا (يسار)، هيلموت (في الوسط)، وهيلغا (على اليمين)، يزورون هتلر في أوبيرسالزبيرغ، منزل كيهلشتاين، عام 1938.

ولد هيلموت في 2 أكتوبر 1935، وكان يُعتبر حساسًا وفتى حالم إلى حدٍ ما. وصفه غوبلز في مذكراته بـ "المهرج". ما أثار استياء والده هو عندما أبلغه معلم هيلموت في مدرسة لانكي الابتدائية، أن نسبة نجاح هيلموت الى الصف التالي كانت مشكوك فيها، ولكن استجاب هيلموت جيدًا للدروس الخصوصية المكثفة من والدته ومربيته وحقق النجاح إلى الصف التالي. كان يضع هيلموت تقويمًا لأسنانه.
في 26 أبريل 1945، كرر هيلموت لهتلر خطاب عيد ميلاد والده، ورد على احتجاجات هيلغا التي قالت له بأنه كان يقلد والدهما بحجة أن والدهما هو الذي قد نسخ "ما قاله".
في 30 أبريل 1945، كان هيلموت فظًا مع ممرضة تبلغ من العمر 15 عامًا كانت تعتني بالجرحى في مجمع المخبأ. وصفعت الممرضة جوانا روف الفتى هيلموت. ولم تكن تعلم أن الصبي هو ابن غوبلز إلا في وقت لاحق. في وقت لاحق من ذلك اليوم، صرحت سكرتيرة هتلر، تراودل يونغه، أنه بينما كانت مع الأطفال في قبو الفوهرر، سمعوا صوت طلقة نارية وهي التي أطلقها هتلر على نفسه. فصرخ هيلموت، الذي اعتقد بأنه صوت سقوط قذيفة هاون في مكان قريب، قائلًا "لقد اصابت الهدف بشكل دقيق". كان هيلموت يبلغ من العمر تسع سنوات عند مقتله.

### هولدينا كاثرين
ولدت هولدينا في 19 فبراير 1937، وكان يُطلق عليها عادة اسم "هولده". يُزعم أنها حصلت على اسمها عندما انحنى عليها الطبيب الذي ولدها، واسمه شتويكل، حيث صرخ بالألمانية "!Das ist eine Holde" وتترجم بالعربية ("هذا جميل!"). يدعي المؤرخ مايسنر أن هولده كانت "الأقل حيوية" بين الأطفال وتم "دفعها جانبًا" إلى حد ما من قبل الآخرين، مما تسبب في ضائقة كبيرة لها، وأن غوبلز استجاب لضيقها بجعلها شيئًا مفضلاً بالنسبة له، وهو ما اسعدها. كانت تبلغ من العمر ثماني سنوات وقت مقتلها.

### هيدويغ يوانا
وُلدت هيدويغ في تاريخ 5 مايو 1938، وكان يُطلق عليها عادةً اسم "هيدا". في عام 1944، أصرت يوانا على أنها عندما تكبر وتنضج ستتزوج من مساعد قوات الأمن الخاصة غونتر شويغرمان، بعد أن إنبهرت بمعرفتها أنه كان لديه عين زائفة. كانت يوانا تبلغ من العمر ست سنوات، وقت مقتلها. أي قبل أربعة أيام من عيد ميلادها السابع.

### هايدرون إليزابيث
ولدت هايدرون في 29 أكتوبر 1940، وكان يُطلق عليها عادة إسم "هايده". إشتركت هايدرون مع والدها في نفس يوم عيد الميلاد. وقد أُطلق عليها لقب "طفلة المصالحة" لأن والدتها حملت بها بعد المصالحة مع ابيها. وصفها روشوس ميش بأنها " المغازلة صغيرة" وقال إنها كانت تمزح معه كثيرًا في القبو. كانت هايدرون تبلغ من العمر أربع سنوات عند مقتلها.

## الحياة العائلية
في عام 1934، وبحثًا عن الخصوصية لنفسه ولعائلته، اشترى غوبلز منزلًا مهيبًا في أراضيه الخاصة في جزيرة شفانينفيردر، وهي جزيرة تقع في نهر هافيل. كما اشترى يختاً بمحرك، يدعى بالدور ، لإستخدامه على النهر. كان لدى هارالد حضانة خاصة به في الطابق الأول بينما كانت هيلغا وهيلدا تتقاسمان حضانة أخرى. كان لدى الأطفال مهور، وكذلك كان لديهم عربة صغيرة للركوب حول الحدائق. بعد ذلك بعامين قام بشراء عقار بالجوار وقام بتوسيع الحديقة وتضمين "قلعة" خاصة كملاذ شخصي خاص به.
لاحقًا، وضعت مدينة برلين منزلًا ثانيًا تحت تصرفه على ضفاف بحيرة بوجينسي، يدعى ملكية لانكي، كمقر إقامة رسمي، والذي كان كبيرًا بما يكفي لإستخدامه كملاذ لقضاء عطلة نهاية الأسبوع. أضاف غوبلز لاحقًا منزلًا حديثًا كبيرًا على الشاطئ المقابل لبحيرة بوغنسي.
وصل الزواج إلى مرحلة الأزمة في أواخر صيف عام 1938 وذلك بسبب علاقة غوبلز بالممثلة التشيكية ليدا باروفا. تدخل هتلر بنفسه لإصلاح الوضع، لأنه لم يكن مستعدًا لتحمل فضيحة تورط فيها أحد كبار وزرائه، وطالب غوبلز بقطع العلاقة مع الممثلة التشيكية. بعد ذلك بدا أن يوزف وماغدا قد توصلا إلى صلاح حتى نهاية سبتمبر. وحدث خلاف آخر بين الزوجين في تلك الفترة، ومرة أخرى تدخل هتلر في الأمر، وأصر على بقاء الزوجين معًا وألا ينفصلا. تفاوض هتلر على إتفاق يتم بموجبه نفي العلاقة مع الممثلة ويستمر الزوجان بالظهور العلني، مع مراعاة أي شروط معقولة قد تقدمها ماغدا. وكان أحد شروطها هو أن غوبلز لا يمكنه زيارة جزيرة شفانينفيردر ورؤية الأطفال هناك إلا بإذنها الصريح. وإذا إستمرت ماغدا، بعد ذلك العام، برغبتها في الطلاق، فإن هتلر سيسمح بذلك، مع اعتبار غوبلز هو الطرف المذنب، وستحتفظ بممتلكات جزيرة شفانينفيردر، وكذلك حضانة الأطفال، ودخل مالي كبير. التزم غوبلز بالإتفاق بدقة، وكان دائمًا يطلب الإذن قبل الزيارة وإذا لم تكن ماغدا هناك أثناء زيارته يعبر عن إشتياقه لها، أو يأخذ مكانه بشكل ودي مع عائلته على طاولة الشاي، إذا كانت موجودة. يُزعم أن الأطفال لم يكونوا على علم بأن والديهم كانوا يعيشون منفصلين في هذا الوقت.

## في وسائل الإعلام

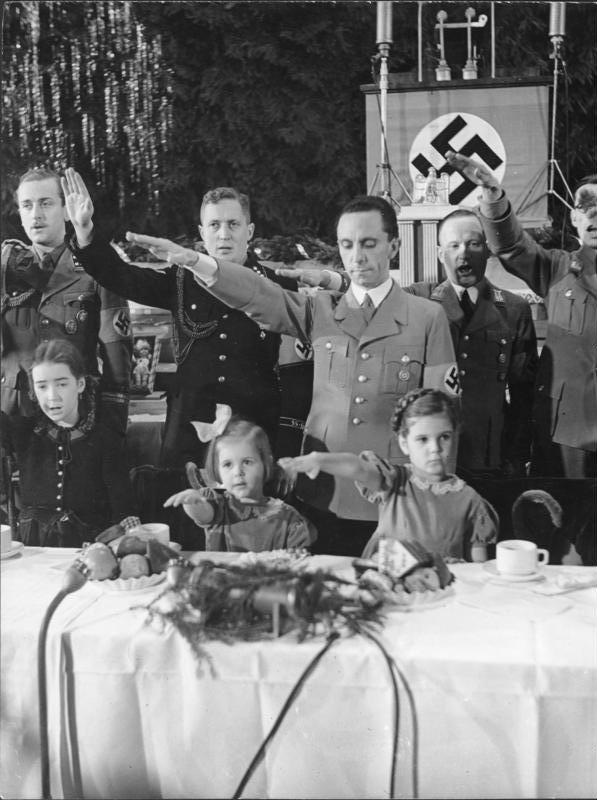
يوزف غوبلز مع ابنتيه، أثناء غناء النشيد الوطني. هيلدا (في الوسط) وهيلغا (على اليمين)، وذلك في احتفال عيد الميلاد في سالباو (قاعة) فريدريششاين، برلين، عام 1937.

في عام 1937، تم التقاط صورة لهيلغا وهيلدا مع والدهما في سباق قوارب في برلين.
تم ترسيخ اتفاق المصالحة العامة بين غوبلز وماغدا في أغسطس 1938 بظهور هيلغا وهيلدا وهيلموت مع والديهم أمام كاميرات يونيفيرسال، كصورة سينمائية للمصالحة.
في عام 1939، إستخدم غوبلز كاميرا مخفية لتصوير أطفاله بأنهم "أصحاء" على النقيض من الأطفال المعاقين، في الفيلم الدعائي الذي يهدف إلى الترويج لأكتيون تي4 ، وهو القتل الرحيم للأطفال المعاقين.
خلال عام 1942، ظهر الأطفال 34 مرة في النشرات الإخبارية لنيوزريل، وهم يمارسون حياتهم ويساعدون أمهم، ويلعبون في الحديقة أو يغنون لأبيهم في عيد ميلاده الخامس والأربعين. في أكتوبر من العام نفسه، و كهدية مقدمة من شركة نيوزريل الألمانية، حصل غوبلز على فيلم لأطفاله وهم يلعبون.
في 18 فبراير 1943، تم تصوير هيلغا وهيلدا مع ماغدا في أحد أشهر أحداث يوزيف، وهو خطاب الحرب الشاملة.
في نهاية عام 1944، أَرسل غوبلز ماغدا وابنتيه الكبيرتين إلى مستشفى عسكري لتصويرهما في نشرات الأخبار لنيوزريل، لكنه تخلى عن هذا المشروع بعد أن أدرك أن رؤية الإصابات الفضيعة للجنود كانت مؤلمة للغاية بالنسبة لبناته.

## الأيام الأخيرة

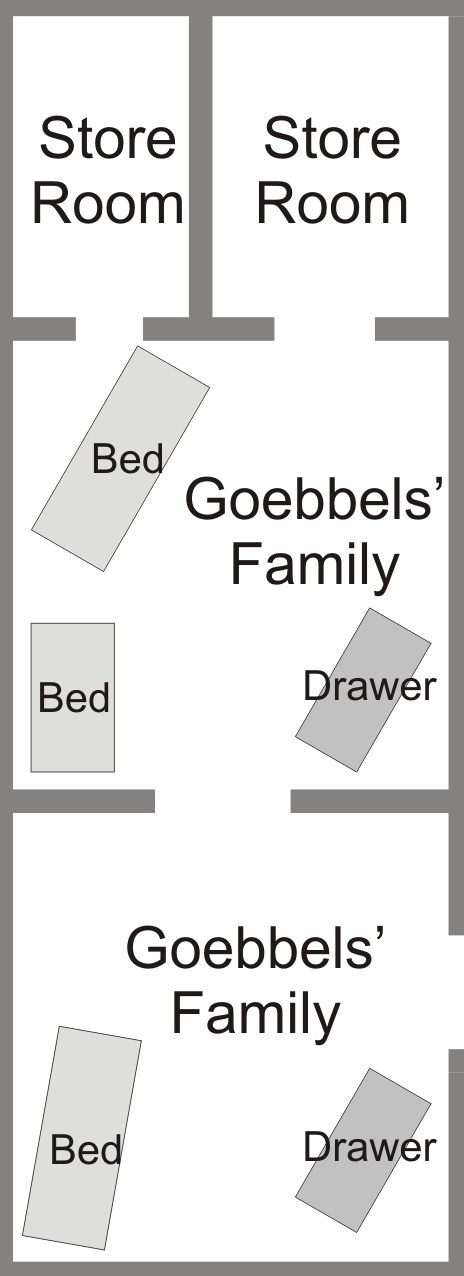
مخطط أرضية الغرفة الخاصة بهم في الفوربونكر.

مع اقتراب الجيش الأحمر في نهاية يناير 1945، أمر غوبلز بنقل عائلته من ملكية لانكي إلى منطقة الأمان النسبية في جزيرة شفانينفيردر. ومن هناك، سرعان ما بدأ الأطفال بسماع أصوات قعقعة المدفعية في الشرق، وكانوا يتساءلون لماذا لا يأتي المطر بعد أصوات "الرعد".
بحلول 22 أبريل 1945، أي قبل يوم من دخول الجيش الأحمر إلى ضواحي برلين، نقلت عائلة غوبلز أطفالهم إلى قبو الفوربونكر، المتصل بقبو الفوهرر السفلي تحت حديقة مستشارية الرايخ في وسط برلين. كان هتلر وعدد من الأفراد يقيمون في قبو الفوهرر لتوجيه الدفاع النهائي عن برلين. أراد زعيم الصليب الأحمر الألماني الأس-أس غروبنفوهرر كارل غيبهارت إخراج الأطفال معه من المدينة، لكن تم طرده ورفض طلبه.
وصف الجنرال بيرند فريتاغ فون لورينغهوفن الأطفال لاحقًا بأنهم "حزينون"، لكن الممرضة إرنا فليغل، التي كان لأطفال معها علاقة كبيرة في القبو، وصفتهم بأنهم "ساحرون" و"مبهجون للغاية". ويقال إنهم لعبوا مع كلب هتلر بلوندي خلال فترة وجودهم في مجمع المخبأ، حيث كانوا ينامون في غرفة واحدة. وبينما تشير العديد من التقارير إلى وجود ثلاثة أسرة منفصلة بطابقين، أصرت السكرتيرة تراودل يونغه على وجود سريرين فقط. ويقال إن الأطفال غنوا في انسجام تام أثناء وجودهم في المخبأ، حيث قاموا بأداء لكل من هتلر والمصاب روبرت ريتر فون غريم، فضلًا عن إجرائهم الى أغنية مسرحية بواسطة الطيارة هانا رايتش. قالت يونغه إنها كانت مع الأطفال بعد ظهر يوم 30 أبريل، عندما انتحر هتلر وإيفا براون.

## قتلهم
مع وصول القوات السوفيتية المتقدمة إلى برلين، كان هناك الكثير من النقاش في قبو الفوهرر حول خيار الإنتحار كوسيلة للهروب من العقاب والإذلال على يد السوفييت.
رفضت ماغدا غوبلز عدة عروض من آخرين، مثل عرض ألبرت سبير، لإخراج الأطفال من برلين ويبدو أنها فكرت وتحدثت عن قتل أطفالها قبل شهر على الأقل. بعد الحرب، ذكرت إليانور، وهي أخت زوجة غونتر كوانت (زوج ماغدا الاول)، أن ماغدا قائلت لها إنها لا تريد أن يكبر أطفالها وهم يسمعون أن والدهم كان أحد أبرز المجرمين في القرن وأن التناسخ قد يمنح أطفالها حياة مستقبلية أفضل.
أضاف يوزف غوبلز حاشية إلى وصية هتلر الأخيرة، مشيرًا إلى أنه سيعصي أمر هتلر بمغادرة برلين و "لأسباب إنسانية وولاء شخصي" كان عليه البقاء. على غرار ذلك، أيدت زوجته وأطفالهما قراره برفض مغادرة برلين وبالموت في القبو. وقد أيد غوبلز هذا لاحقًا من خلال الإدعاء بأن الأطفال سيؤيدون القرار "بالانتحار" إذا كانوا كبارًا بما يكفي للتحدث عن أنفسهم. حملت كل من الطيارة هانا رايتش (التي غادرت المخبأ في 29 أبريل) والسكرتيرة يونغه (التي غادرت في 1 مايو) رسائل إلى العالم الخارجي من الباقين في القبو. من ضمنهم كان رسالة من ماغدا إلى هارالد، الذي كان في معسكر أسرى الحرب التابعين للحلفاء.
في اليوم التالي، رتبت ماغدا ويوزف غوبلز لطبيب أسنان قوات الأمن الخاصة، الشتورمبانفوهرر هيلموت كونز، لحقن أطفالهما الستة بالمورفين بحيث يمكن سحق أمبولات السيانيد في أفواههم عندما يكونون فاقدًا للوعي. وفقًا لشهادة كونز، فقد أعطى الأطفال حقن المورفين فقط، لكن ماغدا والإس إس-أوبرستورمبانفورر لودفيغ شتومبفيغر، طبيب هتلر الشخصي، هو من قام بإعطاء السيانيد.
صرح روشوس ميش، مشغل الهاتف والراديو في القبو، أن فيرنر نومان أخبره أنه رأى طبيب هتلر الشخصي، الدكتور شتومفيغر، وهو يعطي الأطفال شيئًا "محلى" للشرب. تقول رواية أخرى أنه تم إخبار الأطفال أنهم سيغادرون إلى بيرشتسجادن في الصباح، وقيل إن شتومفيغر هو الذي زود ماغدا بالمورفين لتخديرهم. تدعي الممرضة إرنا فليغل أن ماغدا طمأنت الأطفال بشأن المورفين بإخبارهم أنهم بحاجة إلى التلقيح لأنهم سيبقون في القبو لفترة طويلة. إستنتج المؤلف جيمس بي أودونيل إلى أنه على الرغم من أن شتومفيغر ربما هو كان متورطًا في تخدير الأطفال، إلا أن ماغدا قتلتهم بنفسها. وتوقع أن الشهود ألقوا بلوم الوفيات على شتومفيغر لأنه كان هدفًا مناسبًا، وذلك لأنه توفي في اليوم التالي. علاوة على ذلك، وكما قال أودونيل، ربما كان شتومبفيغر مخموراً للغاية وقت وفاة الأطفال بحيث لم يتمكن من لعب دور يمكن الاعتماد عليه.
بدا أن الأطفال غير مدركين للخطر الوشيك، لكن يبدو أن الطفلة الكبرى، هيلغا، شعرت أن البالغين يكذبون عليها بشأن نتيجة الحرب وتساءلت عما سيحدث لهم. كان ميش من بين آخر من رأى الأطفال أحياء. حيثُ كانوا جالسين حول طاولة في منطقة عمله بينما قامت والدتهما بتمشيط شعرهما وتقبيلهما، وجميعهم كانوا يرتدون قمصان النوم حيث كان وقت نومهم قريبًا. هايده، الأصغر سناً، إندفعت إلى الطاولة. كانت هيلغا، التي وصفها ميش بأنها ألمع الأطفال، "تبكي بهدوء" قبل موعد النوم مباشرة في تلك الليلة الأخيرة وكان تعبيرها كئيب. شعر ميش بأن هيلغا لم تكن تحب والدتها كثيرًا. ولدرجة أنه كان على ماغدا أن تدفع هيلغا نحو الدرج المؤدي إلى فوربونكر. استدارت هايده البالغة من العمر أربع سنوات، والتي كانت مصابة بالتهاب اللوزتين وكانت ترتدي وشاحًا حول رقبتها، لتنظر إلى روشوس ميش، وهي تضحك وقالت مازحة باللغة الألمانية: "Misch, Misch, du bist ein Fisch"، وتترجم بالعربية "ميش، ميش، أنت سمكة"، قبل أن تصطحبها والدتها وإخوتها إلى الطابق العلوي. وقال ميش لاحقًا أنه كان يشك فيما كان على وشك الحدوث وسيندم دائمًا على عدم التدخل لمنعه.

## ما بعد الكارثة
في 3 مايو 1945، وهو اليوم التالي بعد إكتشاف القوات السوفيتية بقيادة المقدم إيفان كليمينكو جثث والديهم المحترقة في الفناء أعلاه، وجدوا الأطفال في الفوربونكر وهم يرتدون ملابس النوم، مع أشرطة مربوطة في شعر الفتيات.
تم إحضار نائب الأدميرال هانز فوس إلى حديقة المستشارية للتعرف على الجثث، كما تم إحضار هانز فريتش كذلك، وهو معلق إذاعي ألماني بارز كان يجيب فقط لأوامر غوبلز. بعد ذلك تم إحضار الجثث إلى مقبرة بوشاو في برلين لتشريحهم والتحقيق فيهم من قبل الأطباء السوفييت. وعلى الرغم من المحاولات المتكررة، حتى السيدة بهريند، والدة ماغدا وجدة الأطفال، لم تعلم أبدًا بما حدث للجثث. بعد ذلك، تم دفن بقايا عائلة غوبلز، والجنرال كريبس، وكلاب هتلر واستخراجهم بشكل متكرر بمرور الزمن. وكانت آخر عملية دفن للبقايا في منشأة سميرش في ماغدبورغ في 21 فبراير 1946. وفي عام 1970، سمح مدير الكي جي بي، يوري أندروبوف، بعملية لتدمير الرفات والبقايا. وفي 4 أبريل 1970، استخدم فريق الكي جي بي السوفييتي مخططات دفن مفصلة لاستخراج خمسة صناديق خشبية في منشأة ماغديبورغ سمرش. وتم حرق البقايا وسحقها وتنثرها في نهر بيديريتز، أحد روافد نهر إلبه القريب.
في عام 2005، أثار روشوس ميش جدلًا واسعًا عندما دعا إلى تركيب لوحة تذكارية تكريمًا لأطفال غوبلز الستة. ورأى النقاد أن تكريم أطفال الزعيم النازي غوبلز سيلوث ذكرى ضحايا المحرقة. جادل ميش قائلًا أن على الرغم من جرائم والديهم، فأن الأطفال أنفسهم أبرياء تمامًا، وأن معاملتهم كمجرمين مثل والديهم وبالتالي يستحقون الازدراء الجماعي في العالم بعد وفاتهم هو أمر خاطئ لأنه لا يوجد شخص لديه خيار فيما يتعلق بمن يرتبطون بهم بيولوجيًا. وأنهم قُتلوا كما قُتل الضحايا الآخرون خلال الحرب.

## في الثقافة الشعبية
- ظهر أطفال عائلة غوبلز في فيلم الحرب المخبأ عام 1981.
- روى كتاب الخيال التاريخي لعام 1997 أشرطة كارناو للمؤلف الألماني مارسيل باير[45] القصة من وجهة نظر هيلغا سوزانه ونسخة خيالية من الحارس الشخصي الحقيقي هيرمان كارناو.[46]
  - الرواية المصورة لعام 2017 أصوات في الظلام،[47] بقلم أولي لوست، كانت مبنية على كتاب أشرطة كارناو.[45]
- في فيلم السقوط عام 2004
  - لعبت ألين سوكار دور الطفلة هيلغا سوزانه.[48]
  - لعبت شارلوت ستويبر دور الطفلة هيلداغارد تراوديل.[49]
  - لعب جريجوري بورلين دور الطفل هيلموت كريستيان.[50]
  - لعبت لورا بورلين دور الطفلة هولدينا كاثرين.[51]
  - لعبت يوليا باور دور الطفلة هيدويغ يوانا.[52]
  - لعبت أميلي مينجيس دور الطفلة هايدرون إليزابيث.[53]

قدم الفيلم أيضًا نظرية مفادها أن ماغدا غوبلز كانت مسؤولة بشكل مباشر عن حالات التسمم، حيث قامت بسحق كبسولات السيانيد في أفواههم بعد أن أعطى لودفيج شتومفيغر لكل منهم محلولًا فمويًا ليجعلهم ينامون (على عكس الواقع حيث قيل انهم تناولوا حقن المورفين) في الفيلم ايضًأ ، تظهر الطفلة الكبرى، هيلغا، وهي تُجبر على شرب المحلول الفموي من قبل والدتها وستومفيغر، بينما يشربه الأطفال الآخرون بأرادتهم ومن دون اعتراض.
- في الفيلم الوثائقي تجربة غوبلز عام 2005، من إخراج لوتز هاشميستر ورواية كينيث براناغ، تظهر لقطات أرشيفية للأطفال في بداية الفيلم ونهايته.
- رواية الخيال التاريخية لعام 2010 بعنوان كعكة الشوكولاتة مع هتلر بقلم إيما كريجي تحكي قصة ايام الأطفال الأخيرة في المخبأ من خلال منظور الطفلة الكبرى هيلغا غوبلز.
- رواية 2011 بعنوان (السادسة، الأصغر) بقلم جوزيف هين تحكي قصة الابنة الصغرى، هايدا، حيث في الرواية يتم العثور عليها حية في شوارع برلين.
- رواية الخيال التاريخية للشباب عام 2011 بعنوان الفتاة في القبو بقلم تريسي روزنبرغ من منظور الطفلة هيلغا سوزانه، وتحكي قصة الأيام الأخيرة للأطفال في القبو.
- رواية التاريخ البديل عام 1988، بعنوان قمر الجليد ، بقلم براد ليناويفر، تدور أحداثها في عالم انتصرت فيه ألمانيا في الحرب العالمية الثانية، وتصور امرأة بالغة على قيد الحياة، هي هيلداغارد "هيلدا" تراودل، التي تتمرد ضد والدها غوبلز، وتصبح فوضوية، وتهدد بالإعلان عن مذكرات غوبلز التي تدينه والتي تصف الطموحات المروعة للنازيين الملتزمين بـ Welteislehre وهي نظرية سحر وتنجيم غامض للمهندسهانز هوربيغر.
- في رواية تاريخ بديل أخرى، بعنوان "وطن الآباء" عام 1992 لروبرت هاريس، والتي تدور أحداثها في عام تاريخ بديل سنة 1964، حيث انتصرت ألمانيا في الحرب، يعيش أطفال عائلة غوبلز جميعًا كبالغين، ويعملون في مناصب عليا في إدارة الدولة النازية.
- الفيديو الموسيقي الذي صدر عام 2018 بعنوان So Long، Farewell لفرقة لايباخ، وفيه تُصور عائلة من المسؤولين النازيين يتناولون العشاء في القبو، وتحيط بهم رموز الفاشية. وينتهي الفيديو باقتياد الأطفال إلى الطابق السفلي، حتى وفاتهم على الأرجح.

### إقتباسات
1. ↑  Federal Archive of Germany, image no. 146-1978-086-03 نسخة محفوظة 2023-06-01 على موقع واي باك مشين.
2. ↑  Longerich 2015، صفحة 160.
3. ↑  Behrend, Auguste. "My daughter Magda Goebbels", Schwaebische Illustrierte, 26 April 1952
4. 1 2  Thacker 2010، صفحة 149.
5. 1 2  Longerich 2015، صفحة 152.
6. ↑  Meissner 1980، صفحة 82.
7. ↑  Longerich 2015، صفحة 167.
8. 1 2  Meissner 1980، صفحات 95–105.
9. ↑  Meissner 1980، صفحة 125.
10. 1 2  Klabunde, Anja, Magda. Goebbels, illustrations between pp. 182–183
11. 1 2 3 4 5 6  Meissner 1980، صفحات 240, 241.
12. 1 2 3  Beevor 2002، صفحات 380, 381.
13. 1 2 3 4  Meissner 1980، صفحات 242–249.
14. ↑  Galante & Silianoff 1989، صفحة 8.
15. ↑  Sharman، Jon (6 يوليو 2017). "Johanna Ruf: Last survivor of Adolf Hitler's Berlin bunker speaks out in new memoir". ذي إندبندنت. مؤرشف من الأصل في 2023-08-19. اطلع عليه بتاريخ 2017-07-09.
16. ↑  Nick 2019، صفحة 56.
17. ↑  Klabunde, Anja. Magda Goebbels.
18. 1 2 3  Meissner 1980، صفحات 134–144.
19. ↑  Manvell & Fraenkel 2010، صفحة 172.
20. ↑  Manvell & Fraenkel 2010، صفحة 170.
21. ↑  Longerich 2015، صفحة 392.
22. ↑  Longerich 2015، صفحات 392–395.
23. ↑  Longerich 2015، صفحات 391–395.
24. 1 2 3  Meissner 1980، صفحات 195–205.
25. ↑  Museum، Stiftung Deutsches Historisches. "Gerade auf LeMO gesehen: LeMO Bestand". مؤرشف من الأصل في 2023-08-19.
26. 1 2 3 4  Joseph Goebbels: Bio Nationalsozialismus.de Rechercheportal für Schule, Studium und Wissenschaft نسخة محفوظة 2023-08-19 على موقع واي باك مشين.
27. ↑  Home movies of Magda and her children, summer 1942 نسخة محفوظة 17 November 2011 على موقع واي باك مشين.(The original title is Goebbels's birthday, "To 29 October 1942")
28. ↑  Thacker 2010، صفحة 298.
29. ↑  Le Tissier 1999، صفحة 62.
30. ↑  Harding, Luke, Interview: Erna Flegel, الجارديان دوت كوم 2 May 2005 نسخة محفوظة 2023-08-19 على موقع واي باك مشين.
31. 1 2  Meissner 1980، صفحات 260–271.
32. ↑  Meissner 1980، صفحة 242.
33. 1 2  Longerich 2015، صفحة 686.
34. ↑  Misch 2014، صفحة 177.
35. ↑  O'Donnell 2001.
36. ↑  Craigie، Emma (8 أبريل 2010). "Last days of Hitler's favourite little girl". ديلي تلغراف. London. مؤرشف من الأصل في 2023-08-19.
37. ↑  Best, Nicholas. (2012) Five Days That Shocked The World, Thomas Dunne Books, pp. 212–213. (ردمك 978-0312614928)
38. ↑  Beevor 2002، صفحة 398.
39. ↑  Joachimsthaler 1999، صفحات 215–225.
40. ↑  Fest 2004، صفحات 163–164.
41. ↑  Vinogradov 2005، صفحات 111, 333.
42. ↑  Vinogradov 2005، صفحة 333.
43. ↑  Vinogradov 2005، صفحات 335, 336.
44. ↑  "interview 2005 Salon interview". مؤرشف من الأصل في 2011-09-27. اطلع عليه بتاريخ 2008-02-22.
45. 1 2  Beyer، Marcel (1997). The Karnau Tapes. Houghton Mifflin Harcourt. ISBN:978-0151002559.
46. ↑  A review of Beyer's novel pointing out that he fictionalized a real character.https://www.morgenpost.de/printarchiv/kultur/article104497776/Hermann-Karnau.html نسخة محفوظة 2023-08-19 على موقع واي باك مشين.
47. ↑  Lust، Ulli (2017). Voices in the Dark. New York: New York Review Comics. ISBN:978-1-68137-105-4.
48. ↑  "Der Untergang (2004) Alina Sokar as Die Goebbels Kinder". IMDB. مؤرشف من الأصل في 2023-1-10. {{استشهاد ويب}}: |archive-date= / |archive-url= timestamp mismatch (مساعدة)
49. ↑  "Der Untergang (2004) Charlotte Stoiber as Die Goebbels Kinder". قاعدة بيانات الأفلام على الإنترنت. مؤرشف من الأصل في 2023-1-10. {{استشهاد ويب}}: |archive-date= / |archive-url= timestamp mismatch (مساعدة)
50. ↑  "Der Untergang (2004) Gregory Borlein as Die Goebbels Kinder". قاعدة بيانات الأفلام على الإنترنت. مؤرشف من الأصل في 2023-1-10. {{استشهاد ويب}}: |archive-date= / |archive-url= timestamp mismatch (مساعدة)
51. ↑  "Der Untergang (2004) Laura Borlein as Die Goebbels Kinder". قاعدة بيانات الأفلام على الإنترنت. مؤرشف من الأصل في 2023-1-10. {{استشهاد ويب}}: |archive-date= / |archive-url= timestamp mismatch (مساعدة)
52. ↑  "Der Untergang (2004) Julia Bauer as Die Goebbels Kinder". قاعدة بيانات الأفلام على الإنترنت. مؤرشف من الأصل في 2023-1-10. {{استشهاد ويب}}: |archive-date= / |archive-url= timestamp mismatch (مساعدة)
53. ↑  "Der Untergang (2004) Amelie Menges as Die Goebbels Kinder". قاعدة بيانات الأفلام على الإنترنت. مؤرشف من الأصل في 2023-1-10. {{استشهاد ويب}}: |archive-date= / |archive-url= timestamp mismatch (مساعدة)

## معلومات إضافية
- Lehrer، Steven (2006). The Reich Chancellery and Führerbunker Complex: An Illustrated History of the Seat of the Nazi Regime. McFarland. ص. 214. ISBN:0-7864-2393-5. مؤرشف من الأصل في 2023-05-24.
- Lehrer، Steven (2002). Hitler Sites: A City-by-city Guidebook (Austria, Germany, France, United States). McFarland. ص. 224. ISBN:0-7864-1045-0. مؤرشف من الأصل في 2023-01-27.
- Craigie، Emma (2010). Chocolate Cake with Hitler. Short Books. ISBN:978-1-907595-20-2. مؤرشف من الأصل في 2023-08-19.
- Rosenberg، Tracey S. (2011). The Girl in the Bunker. Glasgow: Cargo Publishing. ISBN:978-0-956308-35-1. مؤرشف من الأصل في 2023-08-19.

## روابط خارجية
- A short film about the Goebbels family على يوتيوب (يتم عرض لقطات فيلم منزلي للأطفال، تليها لقطات سوفيتية لجثث غوبلز والأطفال (من بي بي سي ومصادر مختلفة عبر موقع يوتيوب)
- Home movies of Magda and her children, summer 1942 نسخة محفوظة 17 November 2011 على موقع واي باك مشين.